# Automobile Club de l'Ouest

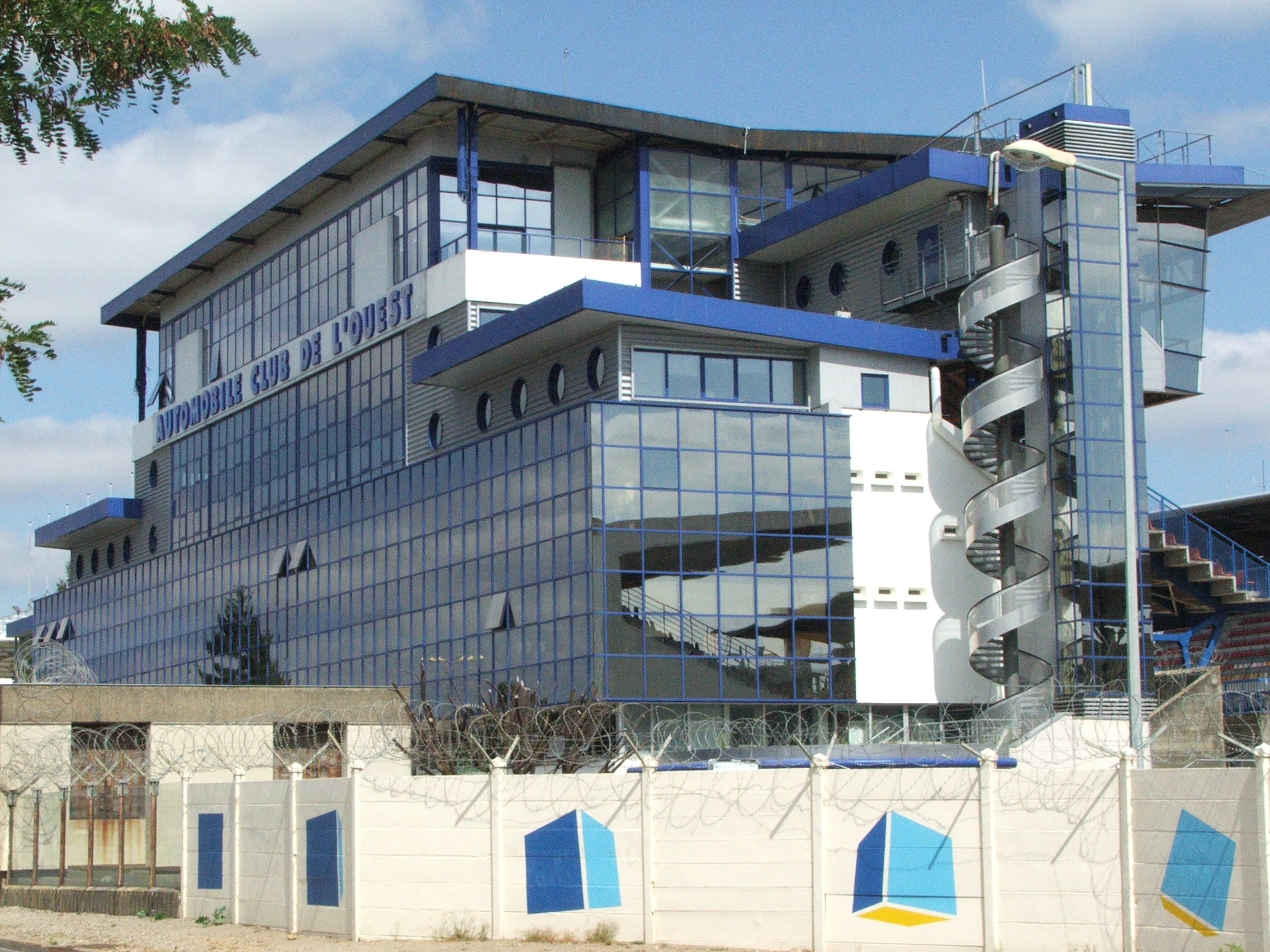
Automobile Club de l'Ouest.

Automobile Club de l'Ouest (abreviado para ACO) é uma associação de automobilistas francesa. Fundada em 1906, conta com cerca de 100 000 associados.
A ACO é a responsável pela organização das 24 Horas de Le Mans, competição automobilística de resistência que é realizada desde 1923. 
Desde 2012, na fundação do Campeonato Mundial de Endurance ou WEC, atua na organização em conjunto com a FIA .

## Presidentes
- Adolphe Singher (1906-1910);
- Gustave Singher (1910-1947);
- Paul Jamin (1947-1951);
- Jean-Marie Lelievre (1951-1973);
- Raymond Gouloumes (1973-1992);
- Michel Cosson (1992-2003);
- Jean-Claude Plassart (2003-2012)[3]
- Pierre Fillon (2012-)[3]